# Línea Turística Aereotuy
La Línea Turística Aereotuy o LTA por sus siglas en español fue una  aerolínea venezolana de capital privado cuyas sede estuvo en la ciudad de Caracas . Fue fundada en 1982 .
En febrero de 2016 se anunció que fue comprada por el Grupo Cóndor C.A. por lo cual se incorpora a esta alianza y cesa operaciones por tiempo indefinido. La empresa fue finalmente liquidada el 30 de junio de 2018.

## Flota histórica[3]
| Aeronaves                            | Total | Introducido | Retirado | Matrículas |
| ------------------------------------ | ----- | ----------- | -------- | --- |
| ATR 42                               | 2     | 2008        | 2018     | YV382T y YV383T (re-reg. YV2757) |
| Beechcraft 1900                      | 1     | 1997        | 1999     | YV-575C |
| Cessna 206                           | 1     | 2005        | ??       | YV-826C (re-reg. YV1186) |
| Cessna 208 Grand Caravan             | 10    | 1985        | 2009     | YV-863C (re-reg. YV1182), YV-862C (re-reg. YV1181), YV-861C (re-reg. YV1183), YV-659C (re-reg. YV1188), YV-436C, YV-434C, YV-437C, YV-636C, YV-758C y YV-734C |
| Cessna 425                           | 2     | 1982        | 1985     | YV-460CP y YV-450CP |
| Cessna 560 Citation                  | 2     | 2007        | 2016     | YV2389 y YV463T |
| De Havilland Canada DHC-6 Twin Otter | 6     | 1988        | 1994     | YV-526C, YV-527C, YV-528C, YV-529C, YV-531C y YV-530C |
| De Havilland Canada Dash7            | 5     | 1996        | 2018     | YV-639C (re-reg. YV1185), YV-640C, YV-640C, YV-638C (re-reg. YV1184) y YV-637C                                                                                |
| Dornier Do 228                       | 7     | 1990        | 1998     | YV-648C, YV-649C, YV-635C, YV-532C, YV-533C, YV-534C y YV-647C                                                                                                |
| Reims-Cessna F406                    | 1     | 1987        | ??       | YV-525C (re-reg. YV-990CP) |

## Antiguos destinos
| Destinos                           | Aeropuertos                                         | Notas         |
| Venezuela                          | Venezuela                                           | Venezuela     |
| ---------------------------------- | --------------------------------------------------- | ------------- |
| Caracas, Distrito Capital          | Aeropuerto Internacional de Maiquetía Simón Bolívar | HUB           |
| Los Roques, Dependencias Federales | Aeropuerto de Los Roques                            | Desde Caracas |
| Parque Nacional Canaima, Bolívar   | Aeropuerto Parque Nacional Canaima                  | Chárter       |
| Porlamar, Nueva Esparta            | Aeropuerto Internacional del Caribe Santiago Mariño | Chárter       |

## Accidentes e incidentes
- El 21 de junio de 2007 hubo un accidente con un caravan C-208B, matrícula YV-1182 en la pista de Arekuna, cuando el Capitán José Cruz realizaba el despegue, la aeronave sufrió un desperfecto mayor en la turbina teniendo que realizar un aterrizaje forzozo en la selva cercana al campamento, el Capitán Cruz y el copiloto Nain Marques quedaron ilesos.

- El 17 de abril de 2009 la aeronave Cessna Grand Caravan 208B, matrícula YV-1181, se estrelló cerca de la laguna de Canaima unos minutos después de haber despegado, dejando como resultado 1 niño fallecido y 5 de las otras 11 personas heridas, el avión estaba cubriendo la ruta Canaima (SVCN) - Margarita (SVMG).

- El 26 de agosto de 2009 la aeronave Cessna Grand Caravan 208B, matrícula YV-1183, amerizó de emergencia a 5 millas náuticas al norte de la Isla Tortuga con 13 pasajeros a bordo, la aeronave fue arrastrada por lanchas hasta la isla, donde comenzaron a desarmarla con el objetivo de extraer el motor e iniciar la investigación. El día anterior al suceso, la avioneta había sido revisada en el taller de mantenimiento de Aereotuy, en Maiquetía, aseguró el presidente de la compañía aérea, Juan Carlos Márquez. Al constatar que las condiciones de la aeronave eran normales, el aparato fue llevado al Aeropuerto Internacional del Caribe Santiago Mariño en la Isla de Margarita. Al día siguiente, el piloto Carlos Koesling y el copiloto Naim Márquez salieron de Margarita con destino a Los Roques, a las 6:00 a. m., con 9 pasajeros. El vuelo no tuvo inconvenientes, por lo que la avioneta regresó a Porlamar a las 7:20 a. m., con 11 viajeros: 3 parejas y 5 niños. La llamada de auxilio hecha por el piloto fue registrada 20 minutos después del despegue. La aeronave volaba a 11 000 pies de altura, cuando se escuchó un ruido muy fuerte y el único motor perdió potencia. Las averiguaciones están a cargo de la Junta Investigadora de Accidentes del Ministerio de Infraestructura. "No se puede especular sobre las causas del hecho", advirtió el presidente de Aereotuy. Aseguró que el mantenimiento que se hace a las aeronaves se basa en las recomendaciones de los fabricantes, que son revisadas y autorizadas por el Instituto Nacional de Aeronáutica Civil. "Cumplimos de manera férrea con el mantenimiento y el chequeo. Siempre nos hemos apegado a las normas y nuestros programas de revisión son, incluso, más severos de lo que se nos exige", aseveró. La fiscal con competencia en materia aeronáutica nacional, Brenda Alviárez, fue comisionada por el Ministerio Público para el caso. Tanto Alviárez como la médica forense Elvia Andrade constataron que los 11 pasajeros y los 2 tripulantes estaban en perfectas condiciones de salud cuando fueron dados de alta del Hospital Militar de Porlamar.

- En octubre del 2014 la aerolínea se vio obligada a suspender sus vuelos con destino a Aruba afectando a más de 7 mil clientes, la aerolínea indica que la suspensión es debida a falla en la aeronave que cubría la ruta, sin embargo el INAC indica que la suspensión se debió a la sobre venta de boletos para dicha ruta, así como la creación de nuevos vuelos no autorizados para cubrir la sobre venta, esta suspensión se mantiene hasta el 28 de febrero de 2015, para el mes de diciembre de 2014 muchos usuarios cuyos vuelos fueron cancelados denuncian que la aerolínea no ha procedido a iniciar el reembolso del costo de los boletos de los vuelos suspendidos incumpliendo así el cronograma de reembolso establecido por la aerolínea en conjunto con el INAC.